# تیبور ماراکسو
تیبور ماراکسو (انگلیسی: Tibor Maracskó؛ زادهٔ ۸ سپتامبر ۱۹۴۸) ورزشکار پنج‌گانه مدرن اهل مجارستان است.
وی در مسابقات کشوری و بین‌المللی در مجموع برندهٔ ۱ مدال نقره، ۱ مدال برنز شده‌است.